# Johann Gottlob von Wrochem
Johann Gottlob von Wrochem (* 17. Juni 1938 in Greifenberg in Pommern; † 8. Juli 2020 in Berlin) war ein deutscher Pianist und Komponist.

## Werdegang
Er wurde als zweites Kind des Diplom-Landwirts und späteren (Berlin-)Zehlendorfer Stadtrats Hanswerner von Wrochem und Annemarie von Wrochem geb. Herrmann geboren. Er erhielt ersten Klavierunterricht mit sechs Jahren und war 1949 Mitglied des Dresdner Kreuzchores; der Aufenthalt des Elfjährigen im zerbombten Dresden hinterließ bleibende Erinnerungen.
Er studierte Klavier an den Musikhochschulen Detmold, Hamburg und Berlin (West), u. a. bei Hans Richter-Haaser, Conrad Hansen und Heinrich Elter (Konzertexamen1963); prägend war aber vor allem der Zweitgenannte, dessen Anschlagstechnik von Wrochem sich intensiv zu eigen machte. Er besuchte einen Meisterkurs von Stefan Askenase, nahm aber kaum an Wettbewerben teil.
Neben seiner solistischen Tätigkeit (Londoner Debüt 1970, Wigmore Hall), Festivalauftritte u. a. in Berlin, Osaka, Athen, war von Wrochem stets als Kammermusiker aktiv, zuerst kurze Zeit mit seinem Bruder Klaus von Wrochem (Klaus der Geiger), von 1965 bis 1979 mit seinem Bruder (Ulrich von Wrochem, Viola) und 1983 bis 2006 mit seinem Sohn (Claudius von Wrochem, Cello). Auch einige Berliner Orchestermusiker, Organisten und Hochschullehrer gehörten zu seinen Kammermusikpartnern, sowie Sänger.
Aufgrund seiner Fähigkeit, sich schnell neue Stücke anzueignen, wuchs sein solistisches wie kammermusikalisches Repertoire rapide an, und er interessierte sich zunehmend für ausgefallene Programmkonzepte, selten aufgeführte Komponisten und zeitgenössische Musik.
Hierzu gehörte auch sein Engagement für die Musik von deutschen und jüdischen Vertriebenen (Interpretenpreis der Künstlergilde Esslingen 1992) und seine häufige Mitwirkung in Konzerten der Gruppe Neue Musik in Berlin (West).
Zu den von ihm uraufgeführten Komponisten gehören Maki Ishii, Marek Kopelent, Makoto Shinohara, Isang Yun u. v. a.
Als Solist mit Orchester trat er mit dem 5. Klavierkonzert von Beethoven, dem Mendelssohn-Konzert in g-Moll, dem Klavierkonzert von Khachaturjan, der Polychromie von W. Steffen sowie dem Doppelkonzert von K. A. Hartmann in Deutschland und Japan auf.
1964 ehelichte er die Textildesignerin Renate von Wrochem (geb. Gabler), mit der er die Söhne Claudius und Johannes hat. Neben Englisch, Französisch, Italienisch und Latein hat er sich jahrelang intensiv mit Japanisch und Ungarisch in Wort und Schrift befasst.

## Lehrtätigkeit
Von Wrochem war seit den 1960er Jahren als Klavierlehrer tätig, anfangs an Berliner Musikschulen, zwischenzeitlich als Lehrbeauftragter an der Pädagogischen Hochschule und der Hochschule der Künste (heute UdK) Berlin. Neben seiner Lehrtätigkeit in Deutschland gab er mehrere Kurse in Japan und unterrichtete als Gastprofessor an dem American College of Greece in Athen.

## Kompositionen
Von Wrochem war als Komponist Autodidakt, ausgestattet mit soliden Theoriekenntnissen und absolutem Gehör. Seine Aneignung zeitgenössischer Kompositionstechniken vollzog er punktuell und nach Interessenlage, z. B. in seiner Verwendung serieller Verfahren, Zufallsoperationen, grafischer Notation und szenischer Elemente. Die Besetzungen, für die er schrieb, standen oft in autobiografischen und beruflichen Zusammenhängen. Daher überwiegen Werke für Klavier und kleine Kammermusikbesetzungen.
| Nr. | Titel                                                          | Jahr | Besetzung                       | Bearbeitungen               |
| --- | -------------------------------------------------------------- | ---- | ------------------------------- | --------------------------- |
| 1   | Thema und Variationen I für Klavier (Préludes somnambules)     | 1963 | Klavier                         |                             |
| 2   | Thema und Variationen für Klavier                              | 1964 | Klavier                         |                             |
| 3   | Stück für Violine, Bratsche und Klavier                        | 1962 | Vl, Va, Klav                    |                             |
| 4   | Tanzsätze für Violine und Klavier, Szenische Improvisation     | 1963 | Vl, Klav                        |                             |
| 5   | Klaviersonate                                                  | 1963 | Klav                            |                             |
| 6   | Lieder für Gesang und Klavier                                  | 1965 | Stimme, Klav                    |                             |
| 7   | Duo für Bratsche und Klavier                                   | 1966 | Va, Klav                        | Vl, Klav                    |
| 8   | Mysterium für B-Klarinette und Klavier                         | 1965 | Klar, Klav                      |                             |
| 9   | Choral mit Choralvorspiel und Fuge                             | 1971 | Klav                            |                             |
| 10  | Duo für zwei Celli                                             | 1973 | 2 Vc                            | Vc, Kb                      |
| 11  | Zwei Lieder mit Klavier nach Texten von Anni-Ruth Streckenbach | ???  | Stimme, Klav                    |                             |
| 12  | Konkrete Musik                                                 | 1977 | Vl, Vc, Klav                    | Kl, Vc, Klav / Va, Kb, Klav |
| 13  | Bergwiese am Waldsee                                           | 1979 | Klav                            |                             |
| 14  | Verklärte Nacht                                                | 1981 | Vl, Bbar, Klav                  |                             |
| 15  | Bläsertrio                                                     | 1982 | Kl, Ob, Fg                      | s. "der Mond" / 2 Kl, Fg    |
| 16  | der Mond                                                       | 1982 | Klav                            |                             |
| 17  | Opossumdenuoviverecentumannos                                  | 1982 | großes Orchester                |                             |
| 18  | „Das Leuchten“ für Bariton und Klavier                         | 1983 | Bar, Klav                       |                             |
| 19  | Prelude, Fuge und Tango                                        | 1984 | Bandoneon, Klav                 | Or, Klav                    |
| 20  | Drei Kompositionsstudien für Harfe solo                        | 1985 | Hfe                             |                             |
| 21  | Stück für Cello und Klavier                                    | 1984 | Vc, Klav                        |                             |
| 22  | Genshiryokuhatsudensho                                         | 1985 | Vc, Bbar                        |                             |
| 23  | Die güldene Sonne                                              | 1986 | Bearb. f 26 Bläser              |                             |
| 24  | Das eine Wort                                                  | 1987 | Sopr, Klav                      |                             |
| 25  | Solostück für Klarinette in B                                  | 1987 | Kl                              | Sx                          |
| 26  | Der junge O.M. auf der Gitarrenschule von Malaga               | 1986 | Git, Klav                       |                             |
| 27  | Alles fließt                                                   | 1987 | Sopr, Pos, Or                   |                             |
| 28  | Herr Reibeholz am Rio de la Plata                              | 1988 | Klav                            |                             |
| 29  | Das Vaterunser                                                 | 1989 | Kl, Or                          |                             |
| 30  | im Gefälle der Nacht                                           | 1990 | Sopr, Vc                        |                             |
| 31  | Fagottquartett                                                 | 1990 | 3 Fg, KFg                       |                             |
| 32  | Der große Frieden                                              | 1991 | Spr, Klav                       |                             |
| 33  | 3 Lieder                                                       | 1991 | Sopr, BKl, Klav                 |                             |
| 34  | Bilder einer Ausstellung                                       | 1992 | Klav                            |                             |
| 35  | Solostück 2 für Klarinette in B                                | 1992 | Kl                              |                             |
| 36  | Drei Klavierwerke über andalusische Impressionen               | 1994 | Klav                            |                             |
| 37  | Zupforchestermusik in A                                        | 1996 | Zupforch.                       |                             |
| 38  | Im Astwerk schrill                                             | 1998 | Sopr, Hfe                       |                             |
| 39  | ABC-Toccata                                                    | 2000 | Or, Spr                         |                             |
| 40  | „Ich wollte fliegen und erfand die Flügel“                     | 2001 | Spr, Klav                       |                             |
| 41  | „Und was sagt Ursula dazu?“                                    | 2006 | Klav, Spr                       |                             |
| 42  | Largo für Waldhorn und Klavier                                 | 2013 | Hn, Klav                        |                             |
| 43  | 5 Minuten                                                      | 2008 | Bajan, Glashfe                  |                             |
| 44  | „aus wohlschmeckenden Fischen“                                 | 2009 | Klav.                           |                             |
| 45  | Trio für Klavier und 2 andere Instrumente                      | 2009 | Klav, 2 beliebige Melodieinstr. |                             |
| 46  | Melodram für Klavier und Sprechstimme                          | 2010 | Klav, Spr                       |                             |
| 47  | Melodram, Vertonung von 6 Montagen von Siegfried Kühl          | 2010 | Vc, Git, Klav, Elektr., Stimmen |                             |
| 48  | „Entblösse den Gesichtsstein“                                  | 2011 | Klav, Stimme                    |                             |
| 49  | Klavierstück                                                   | 2012 | Klav                            |                             |
| 50  | Stück für Waldhorn und Klavier                                 | 2013 | Hn, Klav                        |                             |